# بيترسهام (ماساتشوستس)
بيترسهام (بالإنجليزية: Petersham, Massachusetts)‏ هي بلدة أمريكية تقع في الولايات المتحدة في مقاطعة ووستر (ماساتشوستس). يقدر عدد سكانها بـ 1,234 نسمة ومساحتها 176.9 كم2 وترتفع عن سطح البحر 329 متر.

## أعلام
- سولومون ويلارد
- أوستين فلينت الأول
- ويليام أوستين بيرت
- جوناس هاو